# Układ PF
Układ PF – system oczyszczający spaliny silników o zapłonie samoczynnym. Jest on przeznaczony do silników z elektronicznie sterowanymi układami zasilania common rail. Filtr ma konstrukcję przegrodową i jest wykonany z porowatej masy krzemowej. Jego samoczynna regulacja polega na okresowym wypalaniu cząstek stałych. Spalanie następuje przy dopływie tlenu w temperaturze 550 °C. Regeneracja jest kontrolowana przez sterownik wtrysku, który umożliwia podniesienie temperatury spalin opuszczających kolektor wylotowy.